# 湘南江の島駅
湘南江の島駅（しょうなんえのしまえき）は、神奈川県藤沢市片瀬三丁目にある、湘南モノレール江の島線の駅である。駅番号はSMR8。

## 歴史
当初の予定では海岸線の近くに駅を建設する計画だったが、江ノ島電鉄や地権者の反対に遭って果たせず、やや内陸よりに造られる結果となった。

### 年表
- 1971年（昭和46年）7月1日：開業[1]。

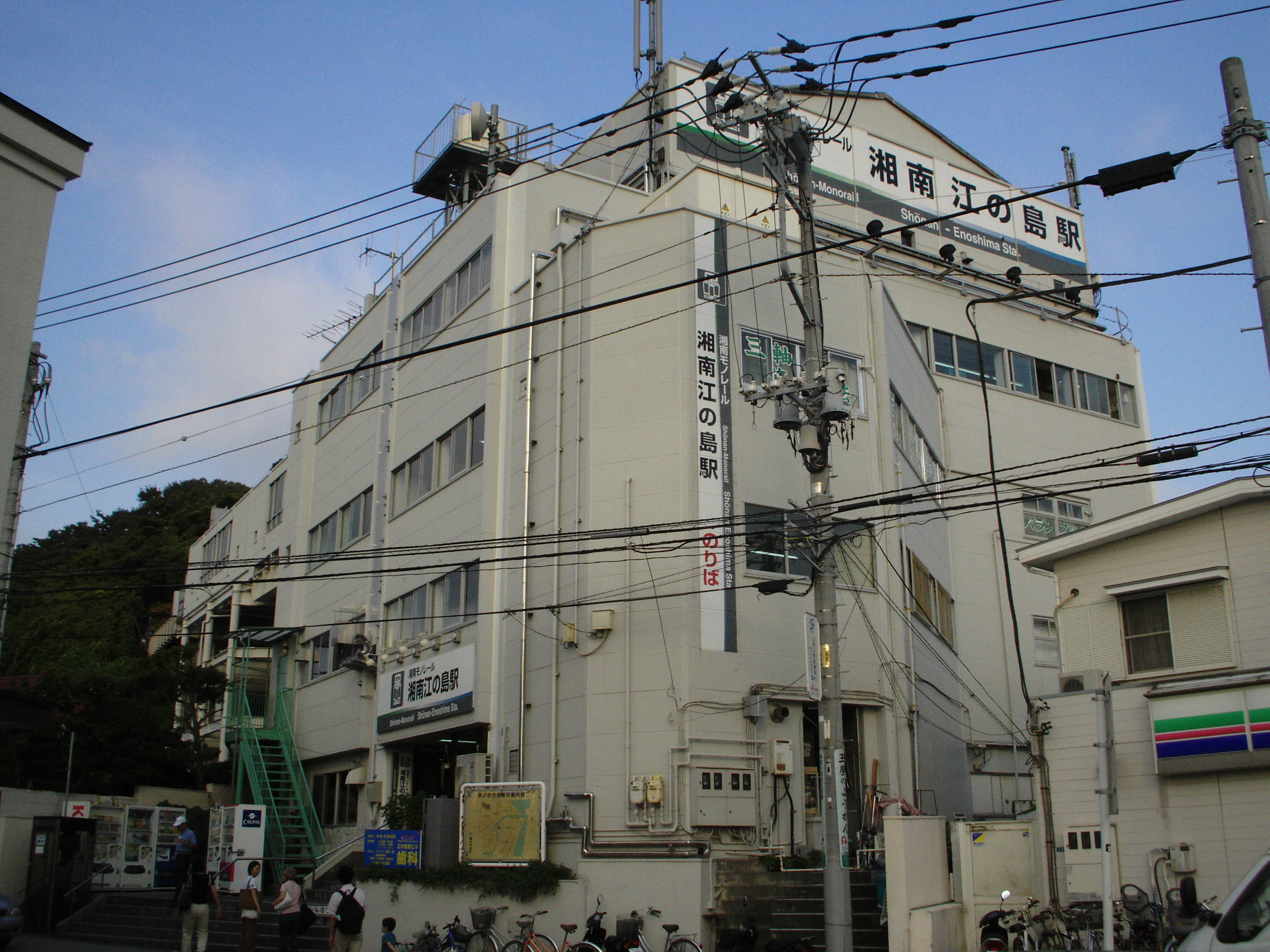
増改築前の駅ビル（2007年9月）

- 1992年（平成4年） 9月：自動改札機が設置される。
- 2012年（平成24年）3月31日：自動改札機が更新される。
- 2018年（平成30年）
  - 4月1日：ICカード「PASMO」の利用が可能となる[2]。また、駅ビルリニューアル進捗に伴いエレベーター導入。
  - 10月20日：正面江の島口の供用開始[3]。
  - 12月1日：新駅ビルとして竣工し正式に運用を開始する[4]。

## 駅構造
開業当時からの駅舎に耐震補強及び増改築を施した地上5階建ての駅ビルとして、2018年（平成30年）12月に竣工している。
2005年（平成17年）に採用された第1次サインシステムを受け継ぐ第2次サインシステムが駅ビル内に全面的に採用されている。江の島口と名付けられた正面玄関並びに藤沢口・鎌倉口の計3か所の出入口が設置され、5階に券売機と改札口（自動改札機と有人改札）、ICチャージ機並びにホームがある。有人駅だが駅係員連絡用インターホンも設置されており、大船駅係員と通話することも可能である。2022年2月時点、1 - 4階にはプロレスラーのKAIRIが経営するフィットネスジム などテナントが入居している。
旅客サービス施設として5階に「ルーフテラス」と命名された展望台が設置されているほか、多機能トイレを含むトイレ、エスカレーター並びにエレベーターが各所に設置されている。ホームは頭端式2面1線で、乗車専用ホームと降車専用ホームに分かれている。増改築前の旧駅舎当時は、エスカレーターは2階から4階までのみの設置に留まっており、エレベーターは未設置であった。
2019年4月25日より、東京電力エナジーパートナーと共同でモバイルバッテリーシェアリングサービス「充レン」を大船駅と共に導入された。

### のりば

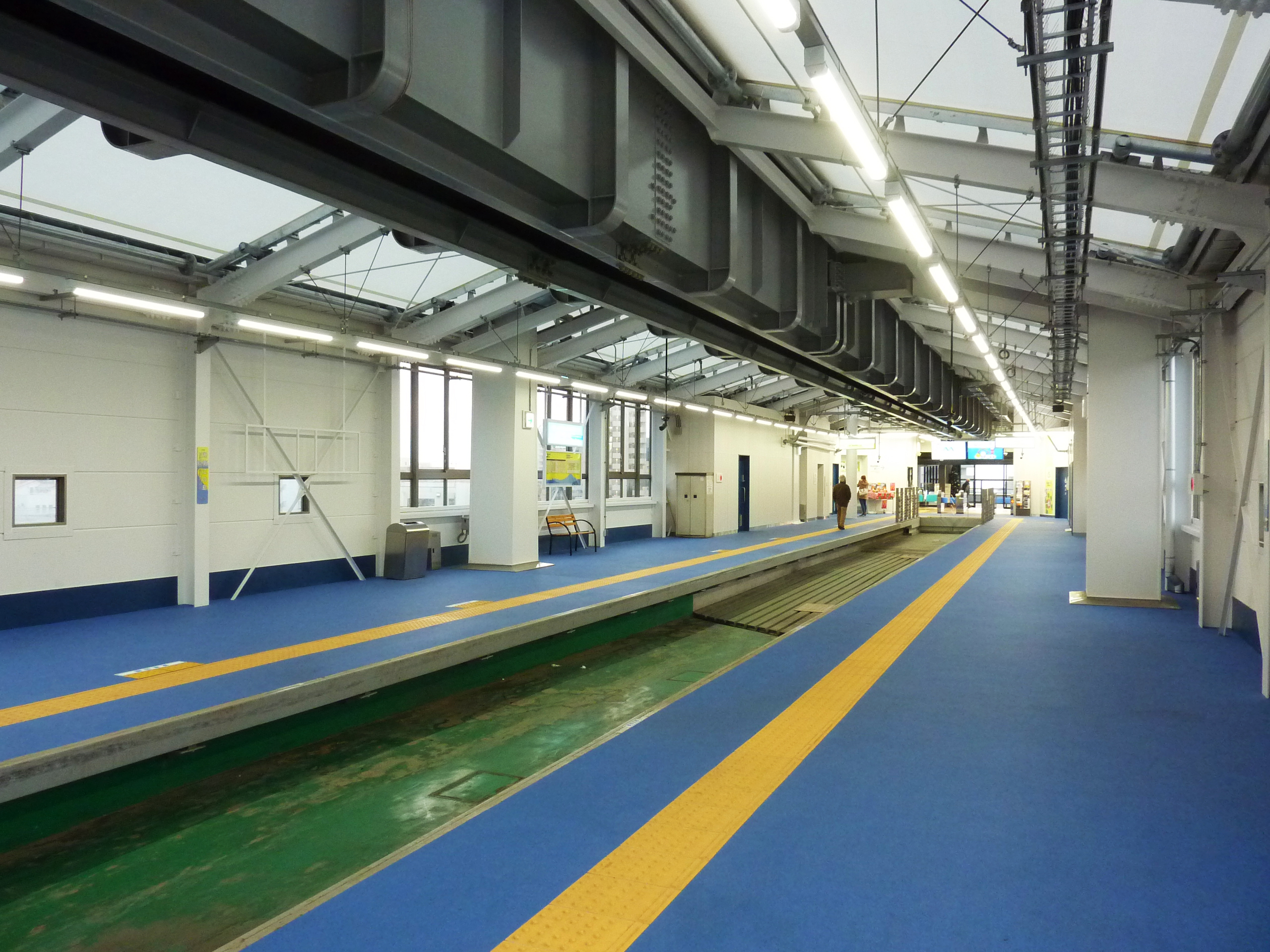
ホーム（2018年12月）

| 番線 | 路線      | 行先               |
| ---- | --------- | ------------------ |
| 1    | ■江の島線 | 湘南深沢・大船方面 |
| 2    | ■江の島線 | 降車ホーム         |

## 利用状況
近年の一日平均乗車人員推移は下表の通り。
| 年度               | 一日平均 乗車人員 | 出典     |
| ------------------ | ----------------- | -------- |
| 1998年（平成10年） | 1,688             | [ * 2 ]  |
| 1999年（平成11年） | 1,667             | [ * 3 ]  |
| 2000年（平成12年） | 1,631             | [ * 3 ]  |
| 2001年（平成13年） | 1,682             | [ * 4 ]  |
| 2002年（平成14年） | 1,678             | [ * 4 ]  |
| 2003年（平成15年） | 1,705             | [ * 5 ]  |
| 2004年（平成16年） | 1,835             | [ * 5 ]  |
| 2005年（平成17年） | 1,850             | [ * 6 ]  |
| 2006年（平成18年） | 1,818             | [ * 6 ]  |
| 2007年（平成19年） | 1,895             | [ * 7 ]  |
| 2008年（平成20年） | 1,865             | [ * 7 ]  |
| 2009年（平成21年） | 1,900             | [ * 8 ]  |
| 2010年（平成22年） | 1,865             | [ * 9 ]  |
| 2011年（平成23年） | 1,845             | [ * 10 ] |
| 2012年（平成24年） | 1,684             | [ * 10 ] |
| 2013年（平成25年） | 1,900             | [ * 11 ] |
| 2014年（平成26年） | 1,887             | [ * 12 ] |
| 2015年（平成27年） | 1,969             | [ * 12 ] |
| 2016年（平成28年） | 2,020             | [ * 13 ] |
| 2017年（平成29年） | 1,941             | [ * 13 ] |
| 2018年（平成30年） | 1,951             | [ * 14 ] |
| 2019年（令和元年） | 2,009             | [ * 15 ] |
| 2020年（令和02年） | 1,429             | [ * 16 ] |
| 2021年（令和03年） | 1,691             | [ * 17 ] |
| 2022年（令和04年） | 2,116             | [ * 18 ] |
| 2023年（令和05年） | 2,308             | [ * 1 ]  |

## 駅周辺
下記の路線・駅が徒歩圏にあるが、連絡運輸は行われていない。
- 江ノ島駅（江ノ島電鉄線） - 国道467号を挟んで海側に隣接している。
- 片瀬江ノ島駅（小田急江ノ島線）
- 江の島（神奈川県指定史跡名勝）
- 新江ノ島水族館
- 片瀬東浜海水浴場
- 片瀬西浜・鵠沼海水浴場
- 龍口寺
- 本蓮寺
- 常立寺
- 法源寺 (鎌倉市)
- 藤沢市片瀬山公園
  - 仏舎利塔（片瀬山公園内）
- 江の島道（国道467号の旧道）
- やまかストアー（スーパーマーケット）
- ハックドラッグ江の島店
- 州鼻（）通り商店街
- 片瀬郵便局
- 藤沢市片瀬市民センター
- 湘南白百合学園小学校
- 片瀬漁港
- 腰越漁港
- かながわ信用金庫 片瀬支店

### バス路線
駅前にある「江ノ島駅前」が最寄りバス停。この他江ノ電併用軌道区間近くにある「竜口寺」も利用可能。
江ノ島駅前
- 江ノ島方面（湘南江の島駅 江の島口前）
  - 江ノ電バス
    - F3 - 江ノ島行
    - F31 - 湘南港桟橋行（江ノ島経由） ※土日祝のみ1本

  - 神奈川中央交通
    - 藤77 - 辻堂駅南口行（江の島経由） ※海の日限定
- 藤沢駅方面（江ノ島駅入口交差点前）
  - 江ノ電バス
    - F3・F31・F35 - 藤沢駅南口行

  - 神奈川中央交通
    - 藤77 - 藤沢駅北口行 ※海の日限定

竜口寺
- 江ノ島方面
  - 江ノ電バス
    - F3 - 江ノ島行
    - F31 - 湘南港桟橋行（江ノ島経由） ※土日祝のみ1本

  - 神奈川中央交通
    - 藤77 - 辻堂駅南口行（江の島経由） ※海の日限定
- 藤沢駅方面
  - 江ノ電バス
    - F3・F31・F35 - 藤沢駅南口行

  - 神奈川中央交通
    - 藤77 - 藤沢駅北口行 ※海の日限定

## 隣の駅
湘南モノレール
■江の島線
目白山下駅（SMR7） - 湘南江の島駅（SMR8）